# Nevelzee-engel
De nevelzee-engel (Squatina nebulosa) is een vis uit de familie van zee-engelen (Squatinidae) en behoort tot de superorde van de haaien. De haai kan een lengte bereiken van 163 cm mogelijk ook 200 cm.

## Leefomgeving
De nevelzee-engel is een zoutwatervis. Deze haai leeft hoofdzakelijk op het continentaal plat in het noordoostelijk deel van de Grote Oceaan in de kustwateren van Japan, Taiwan, Korea en Zuid-China. Het is een bodembewoner die wordt gevangen op dieptes tussen praktisch 0 en 200 m.

## Relatie tot de mens
Er bestaat geen gerichte visserij op de nevelzee-engel, maar als bijvangst wordt de vis zeer gewaardeerd. Het gebied waarin deze haai leeft, wordt intensief bevist met bodemsleepnetten. Over de nevelzee-engel zelf bestaat niet zo veel informatie over trends, maar het is bekend dat de visserij zeer nadelig werkt op de populaties van andere zee-engelen. Daarom is de nevelzee-engel op de Rode Lijst van de IUCN gezet als kwetsbare soort.

## Voetnoten
1. 1 2  (en) Nevelzee-engel op de IUCN Red List of Threatened Species.
2. ↑  Walsh, J.H. & Ebert, D.A. 2008. Squatina nebulosa. In: IUCN 2009. IUCN Red List of Threatened Species. Version 2009.2. <www.iucnredlist.org>. Downloaded on 28 February 2010.